# Johannes Regnér
Johannes Regnér, född 24 juni 1684 i S:t Laurentii församling, Linköpings län, död 3 maj 1761 i Bodarne församling, var en svensk präst i Åsbo församling och Lommaryds församling.

## Biografi
Johannes Regnér föddes 24 juni 1684 i Söderköping. Han var son till borgaren Gustaf Esbjörnsson. Regnér blev 1705 student vid Lunds universitet, prästvigdes 1708 och blev 1711 komminister i Linköpings församling. Han var mellan 1718 och 1734 kyrkoherde i Åsbo församling och mellan 1740 och 1747 kyrkoherde i Lommaryds församling. Regnér avled 3 maj 1761 i Bodarne församling.
Regnér gifte sig första gången 1711 med Maria Eeneberg (1688–1720). Han gifte sig andra gången 1721 med Elisabeth Styrenius (född 1697). De fick tillsammans barnen Johan (1713–1743) och Petrus (1717–1793).